# 도강김씨 훈도공파 종중 고문서
도강김씨 훈도공파 종중 고문서(道康金氏 訓導公派 宗中 古文書)는 대한민국 전북특별자치도 정읍시 칠보면(종전 태인현 고현내) 일대에 세거한 도강김씨 문중의 고문서 8매(교지 4, 교첩 3, 분재기 1매)이다. 2007년 9월 21일 전라북도의 유형문화재 제212호로 지정되었다.

## 개요
전북 태인현 고현내(현 정읍시 칠보면) 일대에 세거한 도강김씨 문중의 고문서 8매(교지 4, 교첩 3, 분재기 1매)이다. 조선 개국원종공신 충민공(忠敏公) 김회련(金懷鍊)의 현손이며 사정 윤손(潤孫)의 장남인 희윤(希尹), 희윤의 장남 약회(若晦), 약회의 아들 원(元), 원의 3남 대립(大立)의 아들 관(灌) 등 4명의 교지와 교첩, 그리고 김희윤의 처 정씨의 분재기를 포괄하고 있다. 15세기 말(1495)에서 17세기 전반(1615) 5대에 걸친 문서들로 조선 전기 과거 관직제 및 경제사 연구에 중요한 자료이다.

## 참고 자료
- 도강김씨 훈도공파 종중 고문서 - 국가유산청 국가유산포털